# Отані Сьохей
Шохей Отані (яп. 大谷翔平, трансліт. おおたにしょうへい; 5 липня 1994) — професійний бейсболіст (пітчер, нападаючий, аутфілдер) з міста Ошу , префектура Івате. Правосторонній пітчер, лівша бітсер. Належить Лос-Анджелес Доджерс Major League Baseball.
Завдяки своєму легендарному успіху багато бейсбольних інсайдерів вважають його одним з найвидатніших бейсболістів усіх часів.